# Šarani, Gornji Milanovac
Šarani (izvirno srbsko Шарани) je naselje v Srbiji, ki upravno spada pod Občino Gornji Milanovac; slednja pa je del Moraviškega upravnega okraja.

## Demografija
V naselju živi 296 polnoletnih prebivalcev, pri čemer je njihova povprečna starost 49,2 let (48,4 pri moških in 50,0 pri ženskah). Naselje ima 136 gospodinjstev, pri čemer je povprečno število članov na gospodinjstvo 2,53.
To naselje je, glede na rezultate popisa iz leta 2002, večinoma srbsko.
|  |

| Demografija | Demografija     | Demografija     |
| Leto        | Št. prebivalcev | Št. prebivalcev |
| ----------- | --------------- | --------------- |
|             |                 |                 |
|             |                 |                 |
|             |                 |                 |
|             |                 |                 |
| 1948        | 823             |                 |
| 1953        | 807             |                 |
| 1961        | 697             |                 |
| 1971        | 560             |                 |
| 1981        | 460             |                 |
| 1991        | 342             | 334             |
| 2002        | 344             | 344             |
|             |                 |                 |

| Etnična sestava po popisu iz leta 2002 | Etnična sestava po popisu iz leta 2002 | Etnična sestava po popisu iz leta 2002 | Etnična sestava po popisu iz leta 2002 | Etnična sestava po popisu iz leta 2002 |
| -------------------------------------- | -------------------------------------- | -------------------------------------- | -------------------------------------- | -------------------------------------- |
| Srbi                                   | Srbi                                   |                                        | 336                                    | 97,67%                                 |
| Jugoslovani                            | Jugoslovani                            |                                        | 4                                      | 1,16%                                  |
| Hrvati                                 | Hrvati                                 |                                        | 1                                      | 0,29%                                  |
| Neznano                                | Neznano                                |                                        | 1                                      | 0,29%                                  |